# Robert Marcin Sadowski
Robert Marcin Sadowski (ur. 1947, zm. 16 lutego 2010) – astronom, historyk astronomii i astrologii, archeoastronom.

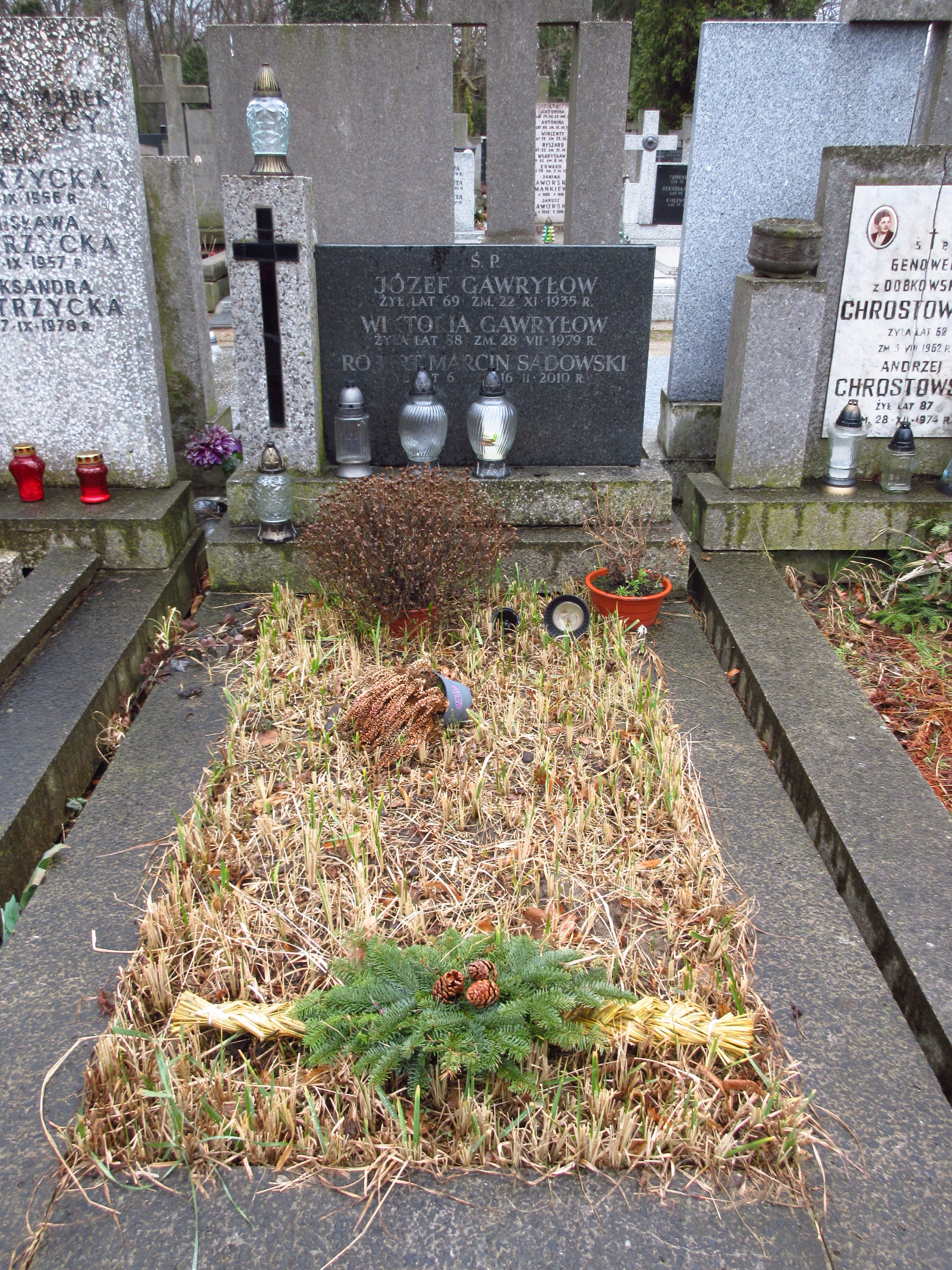
Grób Roberta Marcina Sadowskiego na cmentarzu Bródnowskim w Warszawie

Autor szeregu publikacji, w szczególności w zakresie archeoastronomii, w tym we współpracy z archeologiem Mariuszem Ziółkowskim i antropologiem kulturowym Arnoldem Lebeufem. Zajmował się m.in. kalendarzem Inków i zagadnieniem kamiennych kręgów w Odrach. Był również tłumaczem literatury naukowej i popularnonaukowej z języka angielskiego. Pochowany na cmentarzu Bródnowskim w Warszawie (kwatera 77B-2-6). 

## Wybrane publikacje z zakresu archeoastronomii
- Robert M. Sadowski, „The sky above the Incas: an abridged astronomical calendar for the 16th century”. Time and Calendars in the Inca Empire. Eds. M.S. Ziolkowski and R.M. Sadowski, BAR International series, 479. Oxford: B.A.R., 1989: 75–106
- Robert M. Sadowski, „A few remarks on the astronomy of R.T. Zuidema’s quipu-calendar”. Time and Calendars in the Inca Empire. Eds. M.S. Ziolkowski and R.M. Sadowski, BAR International Series, 479. Oxford: B.A.R. 1989: 209–213
- Mariusz S. Ziółkowski i Robert M. Sadowski, The Astronomical Data in Fernando Montesinos’ Peruvian Chronicle: The Comets of Qhapaq  Yupanki. „Archaeoastronomy, The Bulletin of The Center for Archaeoastronomy”, 3.2 (1980): 22–26
- Mariusz S. Ziółkowski i Robert M. Sadowski, Los cometas de Qhapaq Yupanki: ¿Un aporte a la datación de la dinastía de los inkas?. „Boletín de Lima”, 13 (1981): 19–24
- Mariusz S. Ziółkowski i Robert M. Sadowski, „Archeoastronomiczne badania Huaca Tres Palos (Perú)”. Mieszkańcy Andów i ich środowisko, materiały z sesji naukowej. Kraków: Polskie Towarzystwo Studiów Latynoamerykańskich, 1981: 45–67
- Mariusz S. Ziółkowski i Robert M. Sadowski, La función astronómica del centro ceremonial-administrativo inca en Ingapirca (Ecuador). Colloquio Internazionale Archeologia e Astronomia, Venezia 3–6 Maggio 1989. „Rivista di Archeologia”, supplementi 9 (1991): 151–162
- Mariusz S. Ziółkowski i Robert M. Sadowski, „The reconstruction of the metropolitan calendar of the Incas in the period 1500–1572 AD”. Time and Calendars in the Inca Empire. Eds. M.S. Ziolkowski and R.M. Sadowski. BAR International series, 479. Oxford: B.A.R. 1989: 167–196
- Ryszard Tomicki i Robert M. Sadowski, „The night of Blas Botello: on a certain astrological prediction during the conquest of Mexico”. Readings in Archaeoastronomy. Ed. S. Iwaniszewski, Warsaw: State Archaeological Museum and Department of Historical Anthropology, University of Warsaw, 1992: 84–86